# Guioa pleuropteris
Guioa pleuropteris är en kinesträdsväxtart som först beskrevs av Carl Ludwig von Blume, och fick sitt nu gällande namn av Ludwig Radlkofer. Guioa pleuropteris ingår i släktet Guioa och familjen kinesträdsväxter. Inga underarter finns listade i Catalogue of Life.